# Więcławice (województwo kujawsko-pomorskie)
Więcławice – wieś w Polsce położona w województwie kujawsko-pomorskim, w powiecie inowrocławskim, w gminie Gniewkowo.

## Podział administracyjny
W latach 1975–1998 miejscowość należała województwa bydgoskiego.

## Demografia
Według Narodowego Spisu Powszechnego (III 2011 r.) wieś liczyła 300 mieszkańców. Jest dziewiątą co do wielkości miejscowością gminy Gniewkowo.

## Zabytki
Według rejestru zabytków NID na listę zabytków wpisany jest zespół dworski, po 1920, nr rej.: 110/A z 26.04.1984:
- dwór, 1926
- park.